# 韦崇
韦崇（？—？），字洪基，京兆郡杜陵县（今陕西省西安市长安区）人，北魏官员。

## 生平
韦崇的父亲韦肃在刘义真镇守关中时被征辟为主簿，随着刘义真南渡长江，历任魏郡弋阳郡二郡太守、豫州刺史。韦崇虚岁十岁时，韦肃去世，母亲郑氏带着他投奔北魏，因而寄居在河洛一带。韦崇年轻时为舅舅兖州刺史郑羲所器重赏识，出任中书博士，转任司徒从事中郎。魏孝文帝元宏娶韦崇的女儿为充华嫔。韦崇后担任南颍川郡太守，不喜欢纠缠于小事情，经常说：“何必细查小事，妨碍大事？”官吏和百姓都感激他，郡中非常安定。魏孝文帝知道后嘉奖他，赐予布帛二百匹。北魏迁都洛阳后，韦崇出任司州中正，很快又担任右将军、咸阳王元禧开府从事中郎，又担任河南邑中正。韦崇多次担任中正官，以公平正直而为人称道，后出任乡郡太守，任期届满应当换人时，官吏和百姓前往朝廷请求让他留任，又延长任期三年。韦崇在郡九年后，转任司徒谘议，很久后，出任华山郡太守，去世。

## 家族

### 父母
- 韦肃，刘宋魏郡弋阳郡二郡太守、豫州刺史
- 荥阳郑氏，郑晔之女，郑羲的姐妹

### 子女
- 韦猷之，北魏前将军、太中大夫
- 韦休之，北魏安西将军、光禄大夫
- 韦充华嫔，魏孝文帝妃嫔